# بمباران تاکتیکی

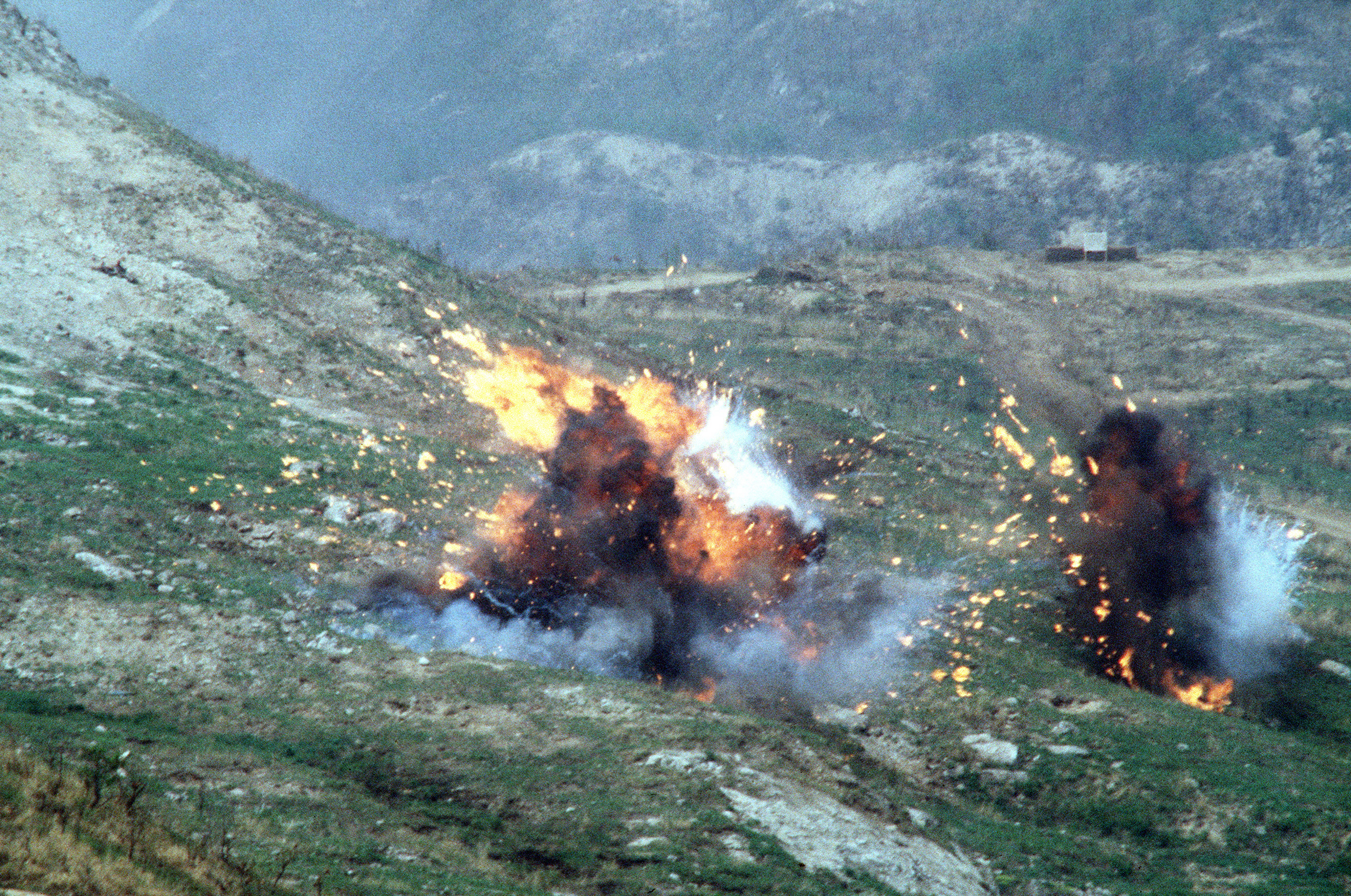
تمرین بمباران به وسیله هواپیماهای اف-۴ کره جنوبی

بمباران تاکتیکی نوعی بمباران هوایی است که در آن اهداف نظامی نظیر سربازان، تأسیسات و تجهیزات نظامی مورد هدف قرار می‌گیرند. نقطه مقابل بمباران تاکتیکی بمباران استراتژیک است که در آن کارخانجات و شهرهای دشمن به منظور کاهش ظرفیت جنگی و تولیدات نظامی دشمن و نیز اراده مردم غیرنظامی برای ادامه جنگ مورد حمله قرار می‌گیرد.